# Evaristo Fernández de San Miguel

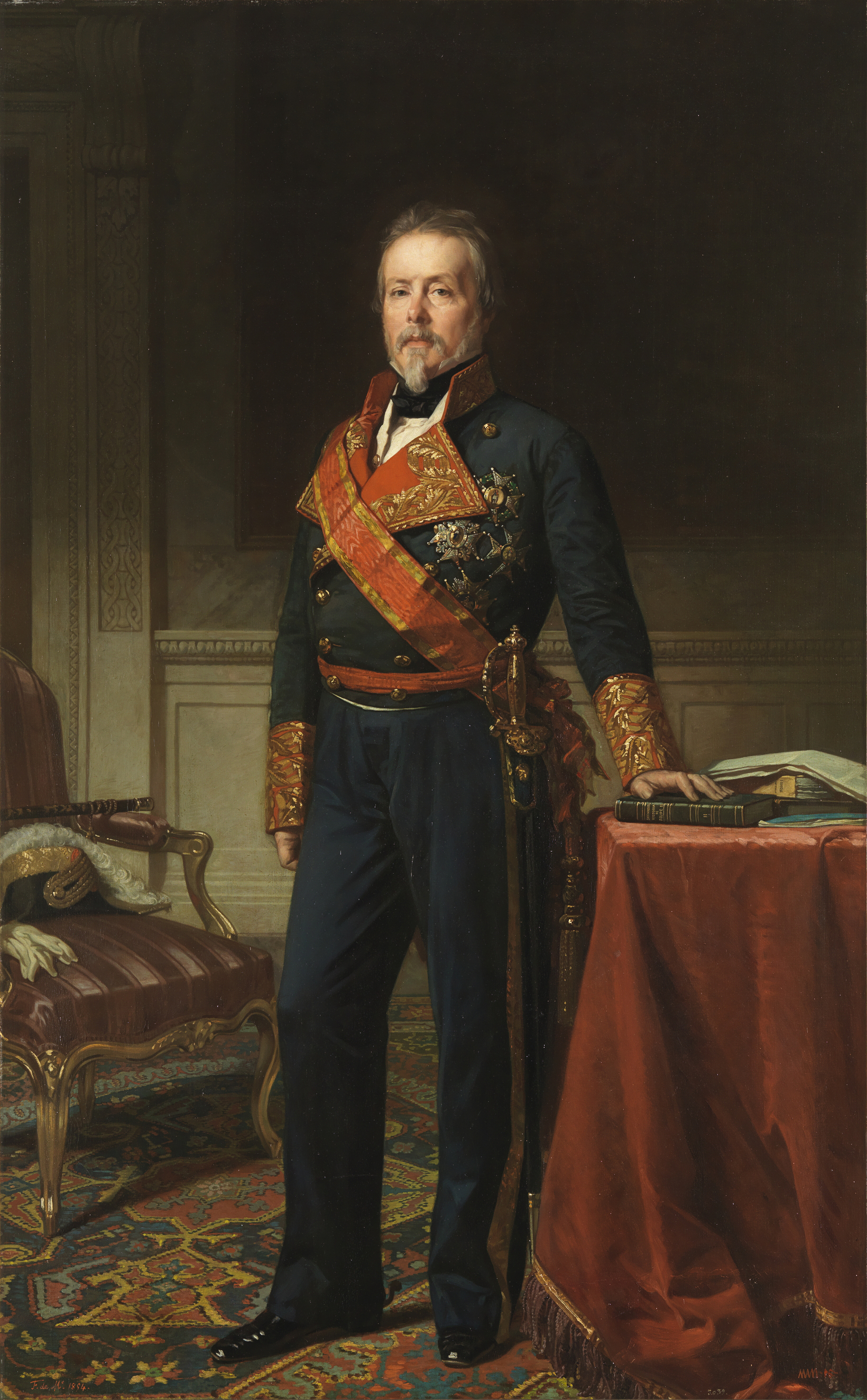
Evaristo San Miguel.

Evaristo Fernández de San Miguel, född den 26 oktober 1785 i Gijón, död den 29 maj 1862 i Madrid, var en spansk hertig och general.
San Miguel var en av deltagarna i Riegos pronunciamento i Cádiz 1820. Efter revolutionen blev han genom revolutionärernas inflytande 1822 utrikesminister. I denna befattning, för vilken San Miguel saknade varje utbildning, bidrog han genom sin utmanande hållning mot stormakterna till att framkalla den franska interventionen till förmån för absolutismen. Hans försök att i Katalonien hindra fransmännens framträngande misslyckades. 
Under den följande reaktionsepoken var San Miguel bosatt dels i London, dels i Paris. Han återkom 1834 till Spanien och återfick sin militära grad. Som medlem av deputeradekammaren slöt han sig till det progressistiska partiet. San Miguel var 1839 marinminister under Azara. I Esparteros ministär var han 1840 krigsminister. År 1843 delade han Esparteros fall. I julirevolutionen 1854 tog han del genom ledande av juntan i Madrid. Han verkade därefter för bibehållande av monarkin. Vid denna tid erhöll San Miguel flera höga värdigheter. Han blev grand av Spanien och hertig. 
Efter 1856 spelade San Miguel ingen politisk roll. Han författade bland annat Relation de l'expédition de Riego en Andalousie (1821) och Historia de Felipe II (1844).